# Bojan Križaj
Bojan Križaj (ur. 3 stycznia 1957 w Kranju) – słoweński narciarz alpejski reprezentujący Jugosławię, wicemistrz świata.

## Kariera
Pierwsze punkty w zawodach w zawodach Pucharu Świata zdobył 10 grudnia 1976 roku w Val d’Isère, zajmując dziesiąte miejsce w slalomie. Na podium zawodów tego cyklu pierwszy raz stanął 13 grudnia 1977 roku w Madonna di Campiglio, gdzie rywalizację w tej konkurencji ukończył na trzeciej pozycji. W zawodach tych wyprzedzili go jedynie Ingemar Stenmark ze Szwecji i Austriak Klaus Heidegger. Łącznie 33 razy stawał na podium zawodów pucharowych, odnosząc przy tym osiem zwycięstw: 20 stycznia 1980 roku i 25 stycznia 1981 roku w Wengen, 20 marca 1982 roku w Kranjskiej Gorze, 12 lutego 1983 roku w Markstein, 16 grudnia 1984 roku w Madonna di Campiglio, 21 marca 1986 roku w Bromont, 20 grudnia 1986 roku w Kranjskiej Gorze i 25 stycznia 1987 roku w Kitzbühel triumfował w slalomach. Najlepsze wyniki osiągnął w sezonie 1979/1980, kiedy to zajął czwarte miejsce w klasyfikacji generalnej, a w klasyfikacji slalomu był drugi. Ponadto w klasyfikacji slalomu zdobył Małą Kryształową Kulę w sezonie 1986/1987, w sezonie 1985/1986 był drugi, a w sezonie 1980/1981 zajął trzecie miejsce.  Był również trzeci w klasyfikacji giganta w sezonie 1978/1979.
Jego największym sukcesem jest srebrny medal w slalomie wywalczony podczas mistrzostw świata w Schladming w 1982 roku. Rozdzielił tam Ingemara Stenmarka i jego rodaka, Bengta Fjällberga. Był też między innymi piąty w rej samej konkurencji na rozgrywanych trzy lata później mistrzostwach świata w Bormio. W 1976 roku wystąpił na igrzyskach olimpijskich w Innsbrucku, gdzie był osiemnasty w gigancie, a slalomu nie ukończył. Na rozgrywanych cztery lata później igrzyskach w Lake Placid był czwarty w gigancie, przegrywając walkę o podium z Austriakiem Hansem Ennem o 0,02 sekundy. Brał też udział w igrzyskach olimpijskich w Sarajewie w 1984 roku, zajmując siódmą pozycję w slalomie i dziewiątą w gigancie.
W 1988 roku zakończył karierę.

## Osiągnięcia

### Igrzyska olimpijskie
| Miejsce | Dzień     | Rok  | Miejscowość | Konkurencja | Czas biegu | Strata | Zwycięzca        |
| ------- | --------- | ---- | ----------- | ----------- | ---------- | ------ | ---------------- |
| 18.     | 10 lutego | 1976 | Innsbruck   | Gigant      | 3:26,97    | +8,93  | Heini Hemmi      |
| DNF1    | 14 lutego | 1976 | Innsbruck   | Slalom      | 2:03,29    | -      | Piero Gros       |
| 4.      | 19 lutego | 1980 | Lake Placid | Gigant      | 2:40,74    | +1,79  | Ingemar Stenmark |
| DSQ1    | 22 lutego | 1980 | Lake Placid | Slalom      | 1:44,26    | -      | Ingemar Stenmark |
| 9.      | 14 lutego | 1984 | Sarajewo    | Gigant      | 2:41,18    | +2,30  | Max Julen        |
| 7.      | 19 lutego | 1984 | Sarajewo    | Slalom      | 1:39,41    | +2,10  | Phil Mahre       |

### Mistrzostwa świata
| Miejsce | Dzień     | Rok  | Miejscowość            | Konkurencja | Czas biegu | Strata | Zwycięzca        |
| ------- | --------- | ---- | ---------------------- | ----------- | ---------- | ------ | ---------------- |
| DNF1    | 5 lutego  | 1974 | Sankt Moritz           | Gigant      | 3:07,92    | -      | Gustav Thöni     |
| 13.     | 10 lutego | 1974 | Sankt Moritz           | Slalom      | 1:49,98    | +7,64  | Gustav Thöni     |
| 18.     | 10 lutego | 1976 | Innsbruck              | Gigant      | 3:26,97    | +8,93  | Heini Hemmi      |
| DNF1    | 14 lutego | 1976 | Innsbruck              | Slalom      | 2:03,29    | -      | Piero Gros       |
| DNF2    | 2 lutego  | 1978 | Garmisch-Partenkirchen | Gigant      | 3:02,52    | -      | Ingemar Stenmark |
| DNF1    | 5 lutego  | 1978 | Garmisch-Partenkirchen | Slalom      | 1:39,54    | -      | Ingemar Stenmark |
| 4.      | 19 lutego | 1980 | Lake Placid            | Gigant      | 2:40,74    | +1,79  | Ingemar Stenmark |
| DSQ1    | 22 lutego | 1980 | Lake Placid            | Slalom      | 1:44,26    | -      | Ingemar Stenmark |
| 7.      | 3 lutego  | 1982 | Schladming             | Gigant      | 2:38,80    | +1,21  | Steve Mahre      |
| 2.      | 7 lutego  | 1982 | Schladming             | Slalom      | 1:48,48    | +0,42  | Ingemar Stenmark |
| 8.      | 7 lutego  | 1985 | Bormio                 | Gigant      | 2:28,90    | +2,36  | Markus Wasmeier  |
| 5.      | 10 lutego | 1985 | Bormio                 | Slalom      | 1:38,82    | +1,25  | Jonas Nilsson    |
| 6.      | 8 lutego  | 1987 | Crans-Montana          | Slalom      | 1:54,63    | +1,06  | Frank Wörndl     |

### Puchar Świata

#### Miejsca w klasyfikacji generalnej
- sezon 1976/1977: 43.
- sezon 1977/1978: 20.
- sezon 1978/1979: 8.
- sezon 1979/1980: 4.
- sezon 1980/1981: 6.
- sezon 1981/1982: 9.
- sezon 1982/1983: 9.
- sezon 1983/1984: 10.
- sezon 1984/1985: 10.
- sezon 1985/1986: 15.
- sezon 1986/1987: 9.
- sezon 1987/1988: 51.

#### Zwycięstwa w zawodach
1. Wengen – 20 stycznia 1980 (slalom)
2. Wengen – 25 stycznia 1981 (slalom)
3. Kranjska Gora – 20 marca 1982 (slalom)
4. Markstein – 12 lutego 1983 (slalom)
5. Madonna di Campiglio – 16 grudnia 1984 (slalom)
6. Bromont – 21 marca 1986 (slalom)
7. Kranjska Gora – 20 grudnia 1986 (slalom)
8. Kitzbühel – 25 stycznia 1987 (slalom)

#### Pozostałe miejsca na podium
1. Madonna di Campiglio – 13 grudnia 1977 (slalom) – 3. miejsce
2. Kranjska Gora – 22 grudnia 1978 (gigant) – 3. miejsce
3. Courchevel – 7 stycznia 1979 (gigant) – 3. miejsce
4. Jasná – 4 lutego 1979 (gigant) – 2. miejsce
5. Heavenly Valley – 12 marca 1979 (gigant) – 2. miejsce
6. Courchevel – 8 grudnia 1979 (gigant) – 2. miejsce
7. Madonna di Campiglio – 11 grudnia 1979 (slalom) – 2. miejsce
8. Madonna di Campiglio – 12 grudnia 1979 (gigant) – 3. miejsce
9. Chamonix – 27 stycznia 1980 (slalom) – 2. miejsce
10. Madonna di Campiglio – 9 grudnia 1980 (slalom) – 3. miejsce
11. Morzine – 6 stycznia 1981 (gigant) – 3. miejsce
12. Furano – 15 marca 1981 (slalom) – 2. miejsce
13. Tärnaby – 23 lutego 1983 (slalom) – 3. miejsce
14. Furano – 20 marca 1983 (slalom) – 3. miejsce
15. Courmayeur – 13 grudnia 1983 (slalom) – 2. miejsce
16. Kitzbühel – 22 stycznia 1984 (slalom) – 3. miejsce
17. Kitzbühel – 13 stycznia 1985 (slalom) – 3. miejsce
18. Sestriere – 1 grudnia 1985 (slalom) – 2. miejsce
19. Madonna di Campiglio – 16 grudnia 1985 (slalom) – 2. miejsce
20. Berchtesgaden – 14 stycznia 1986 (slalom) – 2. miejsce
21. Wengen – 2 lutego 1986 (slalom) – 3. miejsce
22. Hinterstoder – 21 grudnia 1986 (slalom) – 2. miejsce
23. Wengen – 18 stycznia 1987 (slalom) – 3. miejsce
24. Sarajewo – 21 marca 1987 (slalom) – 2. miejsce
25. Madonna di Campiglio – 16 grudnia 1987 (slalom) – 3. miejsce